# Karl Dilthey
Karl Dilthey (Biebrich, 18 marzo 1839 – Gottinga, 4 marzo 1907) è stato un archeologo tedesco.

## Biografia
Dopo aver studiato a Breslavia e a Bonn, Dilthey - fratello minore del famoso filosofo Wilhelm Dilthey - viaggiò in Grecia. Dopo essere stato privatdozent a Bonn fino al 1866/67, si trasferì a Roma e nel 1869 a Zurigo, dove fu nominato professore ordinario di filologia classica e archeologia. Nel 1878 si trasferì a Gottinga come professore ordinario di filologia classica, in seguito archeologia. Divenne direttore delle collezioni archeologico-numismatiche dell'università e membro a pieno titolo dell'Accademia delle Scienze di Gottinga.

## Opere principali
- De Callimachi Cydippa, 1863.
- Analecta Callimachea, 1865.
- Novellen und Erzählungen, 1872 – Novellas and short stories (3 volumi).
- Observationes criticae in anthologiam graecam additae sunt, 1878.
- Adduntur epigrammata graeca in muris picta duo tabulis lithographis expressa, 1879.
- De epigrammatum graecorum syllogis quibusdam minoribus commentatio, 1887.
- Symbolae criticae ad anthologiam graecam ex libris manu scriptis petitae, 1891.[1]
- Otfried Müller, 1898.[2]